# Chenonceaux
Chenonceaux és un municipi de la regió del Centre - Vall del Loira, departament de l'Indre-et-Loire.
En aquesta població hi ha el famós Castell de Chenonceau, un dels Castells del Loira.

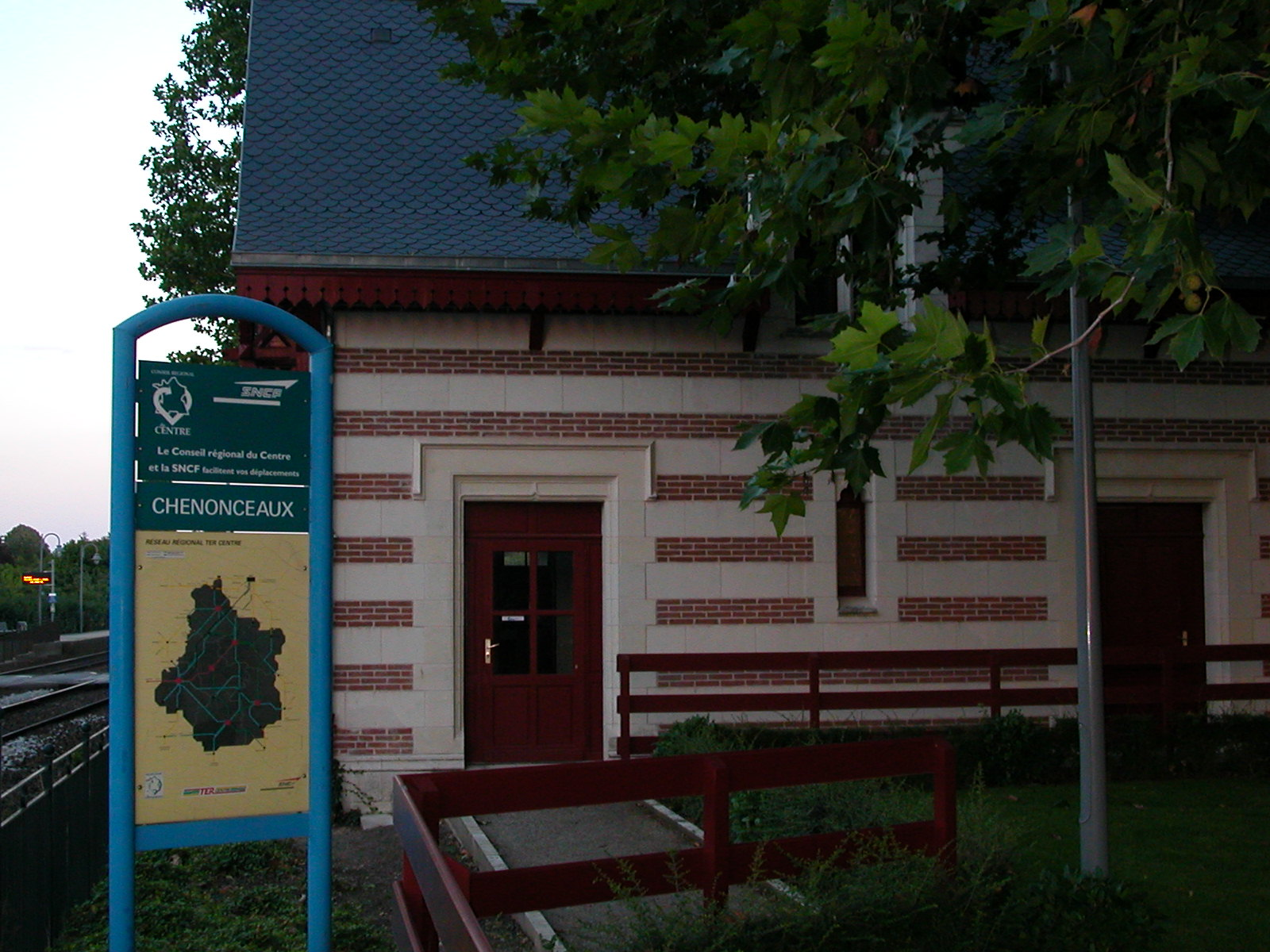
Estació de Chenonceaux
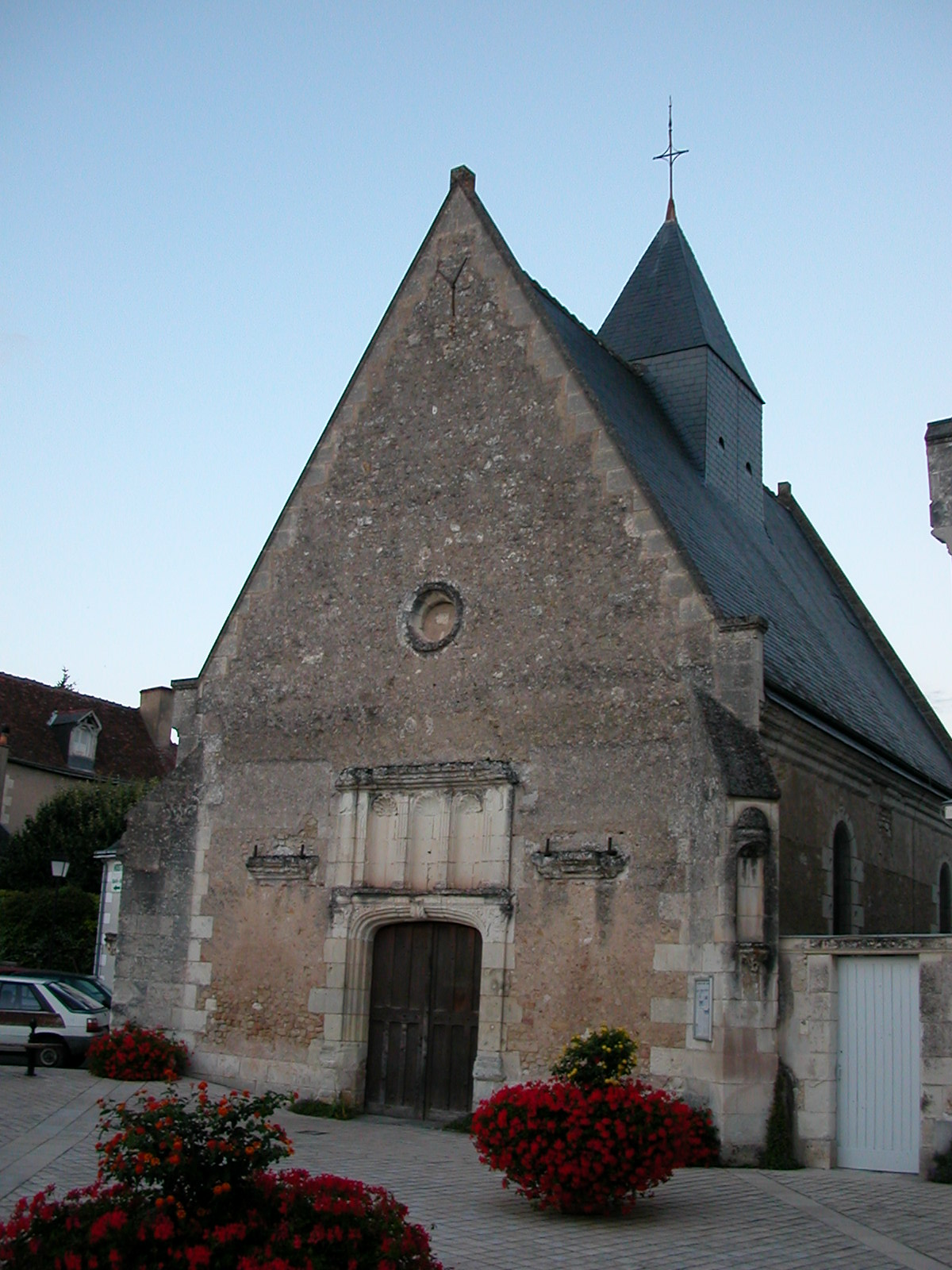
L'església de Saint-Jean-Baptiste